# Beschreibung der Königlichen Residenzstädte Berlin und Potsdam
Beschreibung der Königlichen Residenzstädte Berlin und Potsdam ist ein  Werk von Friedrich Nicolai, das 1769, 1779 und 1786 in drei Auflagen erschien. 

## Beschreibung
Der Verleger, Schriftsteller und bedeutende deutsche Aufklärer Friedrich Nicolai veröffentlichte 1769 erstmals eine Beschreibung der Königlichen Residenzstädte Berlin und Potsdam. Darin beschrieb er alle wichtigen Einrichtungen der beiden Städte,  des Hofes, des Militärs, der Kirchen, Schulen, Gesellschaften, und weitere öffentliche Einrichtungen, sowie  wichtige Straßen, auch einige in den angrenzenden Vorstädten und eine geschichtliche Übersicht.
1779 erschien eine zweite Auflage, 1786 eine dritte in drei Bänden, wesentlich erweitert und aktualisiert.
Die Beschreibung der Königlichen Residenzstädte Berlin und Potsdam gehört zu den frühesten, detailliertesten und historisch bedeutsamsten Beschreibungen der beiden Städte.

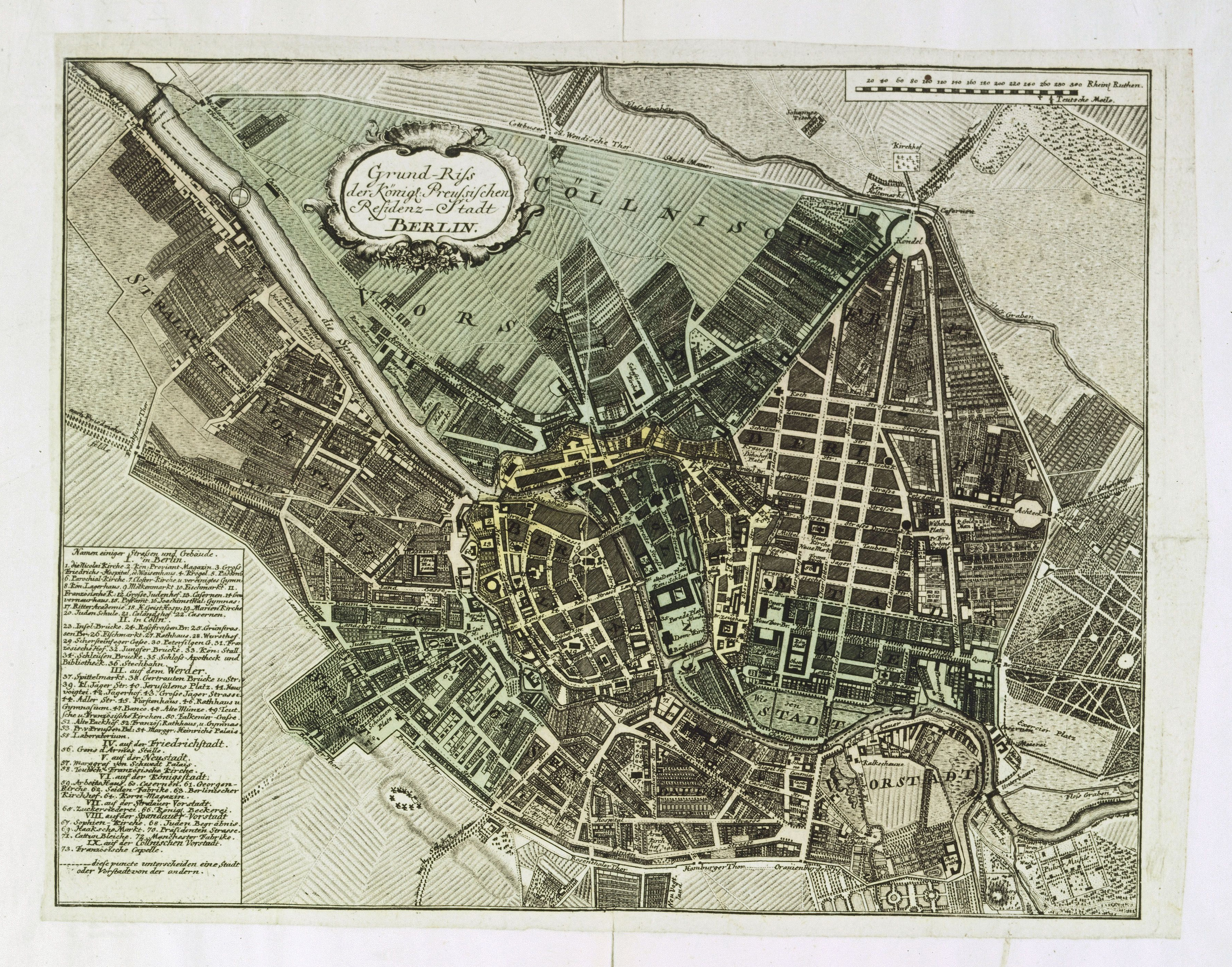
Grund-Riss der königl. preussischen Residenz-Stadt Berlin, in Ausgabe von 1769, von Johann David Schleuen

„[Friedrich Nicolais] historisch fundierte Topographie Berlins: „Beschreibung der Königlichen Residenzstädte Berlin und Potsdam“ (...)  [bietet] in ihren besten Partien bis heute eine aufschlußreiche historische Quelle zur Bevölkerungs-, Wirtschafts-, Sozial-, Kultur- und Stadtgeschichte. (...) Intensives Quellenstudium, Objektivität als regulatives Prinzip und (früh) historistische methodische Prinzipien, vor allem das des Verstehens im epochenspezifischen Kontext, charakterisieren seine Geschichtsschreibung.“

## Ausgaben
- Beschreibung der Königlichen Residenzstädte Berlin und Potsdam und aller daselbst befindlichen Merkwürdigkeiten, Haude und Spener, Berlin 1769 Google
- Beschreibung der Königlichen Residenstädte Berlin und Potsdam und aller daselbst befindlichen Merkwürdigkeiten,  [2. Auflage], Berlin 1779 Google
- Beschreibung der Königlichen Residenzstädte Berlin und Potsdam, aller daselbst befindlichen Merkwürdigkeiten und der umliegenden Gegend , Dritte völlig umgearbeitete Auflage, 3 Bände, [Nicolai], Berlin und Stettin 1786
  - Erster Band UB Heidelberg Archive
  - Zweyter Band UB Heidelberg
  - Dritter Band Google
  - Anhang; oder Nachricht von den Baumeistern, Bildhauern, Kupferstechern, Malern, Stukkateuren und anderen Künstlern (...) Archive

- Neudrucke der dritten Auflage von 1786, 1968, 1980 und 2015
- Beschreibung der königlichen Residenzstadt Berlin. Eine Auswahl. Reclam Leipzig, 1987, herausgegeben von Karlheinz Gerlach; (auch Lizenzausgabe bei  Propyläen Berlin (West))